# セーヴルのテラスにて

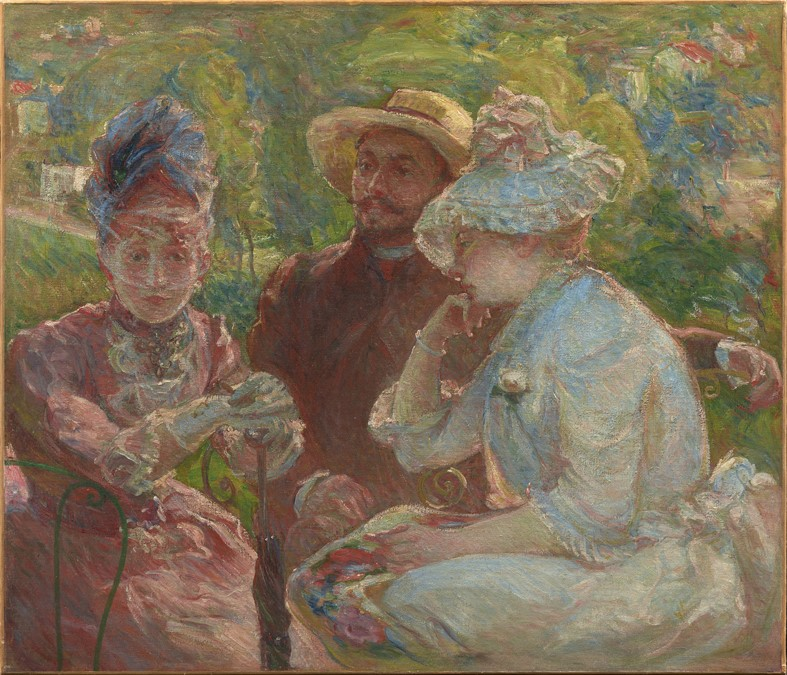
アーティゾン美術館の『セーヴルのテラスにて』(1880)

『セーヴルのテラスにて』（フランス語: Sur la terrasse à Sèvres）は、フランスの印象派の画家、マリー・ブラックモン（1840-1916）が、描いた油絵である。ブラックモン夫妻の住むセーヴルの戸外で寛ぐ華やかな衣装の2人の女性と一人の男性が描かれている。モデルは不明であるが、ブラックモン夫妻とマリー・ブラックモンの未婚の妹ではないかとされている。1880年の第5回印象派展に3点の作品とともに出展され、現在はスイス、ジュネーヴの美術館、「プティ・パレ」が所蔵している。印象派の画家、マリー・ブラックモンの代表作とされる。

## 概要
作者のマリー・ブラックモンはブルターニュの出身で、地元で絵を学び、パリのサロンに作品が受理され、パリに出て、ドミニク・アングルの元で学ぶことができることになった。27歳で版画家、工芸家のフェリックス・ブラックモン（1833-1914）と知り合い、1869年に結婚した。夫はエドゥアール・マネや、アンリ・ファンタン＝ラトゥールといった画家たちと友達であったので、1874年の第1回印象派展にも出展していた。1879年の第4回印象派展はマリー・ブラックモンは夫とともに出展した。1880年の印象派展には『セーヴルのテラスにて』を含む3点の作品を出展した。印象派の画家としてはマリーのほうが夫より高く評価されたとされ、そのことが夫を不愉快にさせ、家庭内の不和から1890年ころにはマリー・ブラックモンは絵を描くのを止めたとされる。
この作品には小さいサイズ（56.8cm×64.5cm）の別バージョンの作品があり、2019年から東京のアーティゾン美術館に収蔵されている 。